# Front atmosferyczny

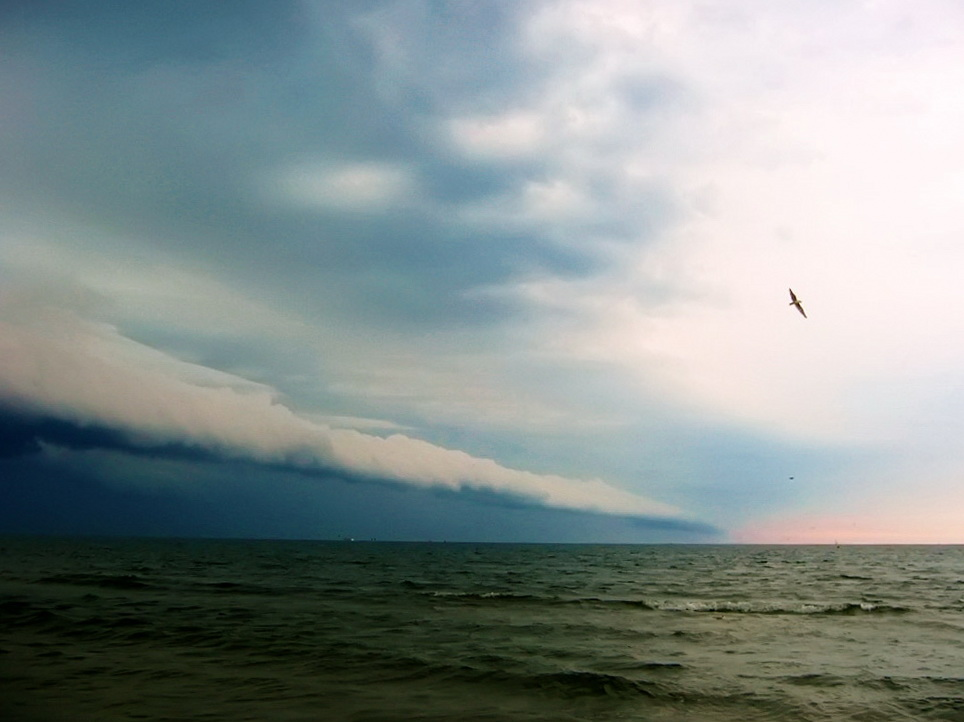
Front

Front meteorologiczny, front atmosferyczny (łac. frons, czoło, twarz) – wąska strefa przejściowa oddzielająca masy powietrza o różnych właściwościach termicznych i wilgotnościowych.

## Opis
W tej strefie, o szerokości od kilkudziesięciu do kilkuset kilometrów, bardzo małym nachyleniu względem powierzchni ziemi (kilka stopni), następuje mieszanie się powietrza, co często przejawia się intensywnymi zjawiskami pogodowymi. Poniżej frontu znajduje się powietrze chłodne, powyżej ciepłe. W zależności od kierunku ruchu mas powietrza rozróżnia się front ciepły – gdy ciepłe powietrze nasuwa się na powietrze chłodne oraz front chłodny, gdy chłodne powietrze wciska się pod powietrze ciepłe. W strefie frontu chłodnego powstają chmury kłębiaste deszczowe, powodując silny ale krótkotrwały opad obejmujący mały obszar. Front powstały z połączenia frontu ciepłego z doganiającym go frontem chłodnym to front okluzji. Kiedy strefa frontu nie przemieszcza się jest to front stacjonarny. Z fizycznego punktu widzenia (opisu stanu atmosfery układem równań) front atmosferyczny jest strefą nieciągłości.
Ze względu na duże różnice temperatur na niewielkiej przestrzeni w strefie frontu występują silne wiatry i inne gwałtowne zjawiska atmosferyczne – np. burze.

## Symbole graficzne frontów atmosferycznych

front ciepły
front chłodny
front zokludowany
front stacjonarny